# Trinitroanisol
2,4,6-Trinitroanisol je organická sloučenina, která se vyskytuje jako světle žluté krystaly s teplotou tání 68 °C. Jedná se o toxickou a výbušnou látku s detonační rychlostí přibližně 7200 m/s. Hlavním rizikem této látky je možnost okamžitého výbuchu bez tvorby střepin či projektilů.

## Příprava
2,4,6-Trinitroanisol byl poprvé připraven v roce 1849 francouzským chemikem Augustem Cahoursem reakcí p-anisové kyseliny se směsí kyseliny sírové a dýmavé kyseliny dusičné.
Laboratorně lze sloučeninu připravit reakcí 2,4-dinitrochlorbenzenu s methanolem za přítomnosti hydroxidu sodného a následnou nitrací vzniklého produktu. Alternativně lze použít přímou reakci pikrylchloridu s methanolem za přítomnosti hydroxidu sodného.

## Využití
Historicky byl trinitroanisol využíván jako vojenská výbušnina (např. v Německu pod názvem Trinol). Jeho výroba je poměrně snadná díky dostupnosti výchozích surovin, jako je fenol. Kvůli vysoké toxicitě a tendenci tvořit kyselinu pikrovou a nebezpečné pikráty se postupně se od jeho používání upustilo.